# Lecanora bipruinosa
Lecanora bipruinosa är en lavart som beskrevs av Fink. Lecanora bipruinosa ingår i släktet Lecanora och familjen Lecanoraceae.   Inga underarter finns listade i Catalogue of Life.